# Jerzy Łużniak
Jerzy Lucjan Łużniak (ur. 29 sierpnia 1955 w Potoczku) – polski samorządowiec i przedsiębiorca, wicemarszałek województwa dolnośląskiego (2009–2010, 2011–2014) i członek zarządu tego województwa (2010–2011), od 2018 prezydent Jeleniej Góry.

## Życiorys
Z wykształcenia zootechnik, absolwent Akademii Rolniczej w Poznaniu. Kształcił się również w zakresie zarządzania na Politechnice Wrocławskiej. Pracował w Wojewódzkim Ośrodku Postępu Rolniczego w Sobieszowie, a także jako nauczyciel w szkołach rolniczych. Zajął się też prowadzeniem własnej działalności gospodarczej oraz gospodarstwa rolnego.
W latach 90. kierował lokalnym Komitetem Obywatelskim w Jeleniej Górze. W latach 1998–2006 zasiadał w radzie miejskiej, następnie do 2009 pełnił funkcję wiceprezydenta Jeleniej Góry. W 2003 wstąpił do Platformy Obywatelskiej. W 2009 został wicemarszałkiem województwa dolnośląskiego. W 2010 przeszedł na stanowisko członka zarządu województwa, w 2011 powrócił na funkcję wicemarszałka. W 2014 ponownie został zastępcą prezydenta Jeleniej Góry. W 2015 był czasowo wykluczony z PO za kandydowanie w wyborach w 2014 z konkurencyjnego komitetu wyborczego.
W 2018 wystartował w wyborach na prezydenta Jeleniej Góry z ramienia Koalicji Obywatelskiej, wygrywając w drugiej turze głosowania. W wyborach w 2024 z powodzeniem ubiegał się o reelekcję, ponownie zwyciężając w drugiej turze.